# Balków (gmina)
Balków (do 1868 Ktery) – dawna gmina wiejska istniejąca na przełomie XIX i XX wieku w guberni kaliskiej. Siedzibą władz gminy był Balków.
Gmina Balków powstała za Królestwa Polskiego w 1868 roku w powiecie łęczyckim w guberni kaliskiej z obszaru dotychczasowej gminy Ktery, oprócz samych Kterów, którą — jako jedyną wieś po lewej stronie Bzury — włączono do gminy Witonia.
Brak informacji o dacie zniesienia gminy. Jednostka występuje jeszcze w wykazie z 1884 roku i 1914 roku, lecz nie ma jej już w spisie z 1917 roku, co oznacza, że została zniesiona przez władze niemieckie podczas okupacji. Wg polskiego spisu z 1921 roku gmina podzielona jest między gminy Piątek (wschodnia część z m.in. Balkowem) i Tum (zachodnia część z m.in. Starym Gajem i Bryskami).